# Cleomenes hefferni
Cleomenes hefferni är en skalbaggsart som beskrevs av Hüdepohl 1998. Cleomenes hefferni ingår i släktet Cleomenes och familjen långhorningar.
Artens utbredningsområde är Filippinerna. Inga underarter finns listade i Catalogue of Life.